# Nyctemera gracilis
Nyctemera gracilis là một loài bướm đêm thuộc phân họ Arctiinae, họ Erebidae.